# Kardinal Offishall
Kardinal Offishall [ˈkɑːrdɪnæl oʊfɪˈʃæl], egentligen Jason Harrow, född 11 maj 1976 i Scarborough i östra Toronto, är en jamaicansk-kanadensisk hiphop-artist, musikproducent och låtskrivare.

## Diskografi

### Album
- Eye & I (1997)
- Quest for Fire: Firestarter, Vol. 1 (2001)
- Fire and Glory (2005)
- Not 4 Sale (2008)

### Singlar
| År   | Singel                                                                               | Högsta position | Högsta position | Album                               |
| År   | Singel                                                                               | CAN             | US              | Album                               |
| ---- | ------------------------------------------------------------------------------------ | --------------- | --------------- | ----------------------------------- |
| 1997 | "Naughty Dread"                                                                      | —               | —               | Eye & I                             |
| 1998 | "On Wit Da Show"                                                                     | 91              | —               | Eye & I                             |
| 1998 | "Northern Touch" (Rascalz feat. Kardinal Offishall, Choclair, Checkmate & Thrust)    | 41              | —               | Cash Crop                           |
| 2000 | "Husslin'"                                                                           | —               | —               | Quest for Fire: Firestarter, Vol. 1 |
| 2000 | "Money Jane" (Baby Blue Soundcrew feat. Kardinal Offishall, Sean Paul & Jully Black) | 24              | —               | Quest for Fire: Firestarter, Vol. 1 |
| 2001 | "BaKardi Slang"                                                                      | 19              | —               | Quest for Fire: Firestarter, Vol. 1 |
| 2001 | "Ol' Time Killin'" (feat. Jully Black, Allistair, IRS & Wio-K)                       | 32              | —               | Quest for Fire: Firestarter, Vol. 1 |
| 2001 | "Powerfulll" (feat. Jully Black)                                                     | —               | —               | Quest for Fire: Firestarter, Vol. 1 |
| 2003 | "Belly Dancer" (feat. Pharrell)                                                      | —               | —               | Singeln är inte med på något album  |
| 2005 | "Heads Up"                                                                           | —               | —               | Fire and Glory                      |
| 2005 | "Everyday (Rudebwoy)" (feat. Ray Robinson)                                           | 16              | —               | Fire and Glory                      |
| 2006 | "Feel Alright"                                                                       | 40              | —               | Fire and Glory                      |
| 2008 | "Dangerous" (feat. Akon)                                                             | 2               | 5               | Not 4 Sale                          |
| 2008 | "Set It Off" (feat. Clipse)                                                          | —               | —               | Not 4 Sale                          |
| 2008 | "Numba 1 (Tide Is High)" (feat. Keri Hilson)                                         | 38              | —               | Not 4 Sale                          |
| 2009 | "Just Dance" Lady GaGa (som gästartist)                                              | —               | —               |                                     |